# Huis van de Europese Geschiedenis
Het Huis van de Europese geschiedenis is een culturele instelling en museum waarin de (voornamelijk 20e-eeuwse) Europese geschiedenis en Europese integratie wordt toegelicht. Het museum is een initiatief van het Europees Parlement en opende zijn deuren op 6 mei 2017. In het Huis komen vaste, maar ook tijdelijke en reizende tentoonstellingen, een collectie van objecten en documenten die de Europese geschiedenis illustreren, educatieve programma's, culturele evenementen en publicaties, alsook wordt een ruim spectrum aan inhoud online aangeboden.
Het museum is gelegen in de Europese wijk in het Leopoldpark aan de Belliardstraat te Brussel.

## Ontstaansgeschiedenis van het project
Het idee van de oprichting van een Huis van de Europese geschiedenis werd op 13 februari 2007 door Hans-Gert Pöttering gelanceerd tijdens zijn inaugurele rede als voorzitter van het Europees Parlement. Een van de wezenlijke doelen van het project moet erin bestaan, "de kennis van alle generaties Europese burgers over hun eigen geschiedenis te verdiepen en zodoende een bijdrage te leveren aan een beter inzicht in de huidige en toekomstige ontwikkeling van Europa". In oktober 2008 diende een comité van deskundigen onder leiding van Hans Walter Hütter, directeur van het Huis van de geschiedenis van de Bondsrepubliek Duitsland, een Basisconcept voor het Huis van de Europese geschiedenis in, waarin de algemene opzet en de inhoud van het project werden vastgesteld en de institutionele structuur werd uitgetekend.
In juni 2009 besloot het Bureau van het Parlement om het toekomstige museum te vestigen in het voormalige Institut Dentaire George Eastman, een gebouw waarin vroeger een tandheelkundige kliniek gevestigd was, ooit nog geschonken door George Eastman. In juli werd daartoe een internationale architectenprijsvraag uitgeschreven en op 31 maart 2011 werd de winnende groep Chaix & Morel et Associés (FR), JSWD Architects (DE) en TPF (BE) aangewezen om de renovatie en uitbreiding van het gebouw uit te voeren. De inhoud van de tentoonstellingen en de structuur van het toekomstige museum worden voorbereid door een binnen het Directoraat-generaal communicatie van het Europees Parlement opgezet multidisciplinair team van deskundigen onder leiding van historica en curator Taja Vovk van Gaal, dat wordt bijgestaan door een wetenschappelijk comité van internationaal bekende specialisten onder voorzitterschap van professor Włodzimierz Borodziej.

## Inhoud
Het Huis van de Europese geschiedenis geeft bezoekers inzicht in historische ontwikkelingen en gebeurtenissen in Europa en de aanzet geven voor een kritische reflectie over wat die ontwikkelingen voor het heden betekenen. Het Huis zal ruimte bieden voor tentoonstellingen, documentatie en informatie die deze ontwikkelingen en gebeurtenissen in een ruimere historische en kritische context plaatsen, en zal de uiteenlopende ervaringen van Europeanen door de geschiedenis heen samenbrengen en naast elkaar plaatsen. De originaliteit van het concept ligt in het feit dat het Huis een grensoverschrijdend overzicht wil bieden, dat rekening houdt met de diversiteit en de vele interpretaties en percepties van de Europese geschiedenis. Doel is een breed publiek de mogelijkheid te bieden de recente geschiedenis te begrijpen in het licht van de ideeën en waarden die tijdens de voorbije eeuwen vorm hebben gekregen. Het Huis van de Europese geschiedenis wil op die manier de discussie en het debat over Europa en de Europese Unie aanzwengelen.
Hoeksteen van het Huis van de Europese geschiedenis is de ca. 4000 m² grote permanente tentoonstelling, met een collectie van objecten en documenten en gebruikmakend van de meest uiteenlopende multimediale mogelijkheden, die de bezoeker meeneemt op een reis door de geschiedenis van Europa. De 20e eeuw staat daarbij centraal, maar er is ook een terugblik op ontwikkelingen en gebeurtenissen in vroegere periodes die van bijzondere betekenis zijn geweest voor het volledige continent. De tentoonstelling zal zowel het unieke karakter als de complexiteit van de geschiedenis van de Europese integratie in het licht stellen.
Het Huis van de Europese geschiedenis stelt de bezoeker centraal en staat voor iedereen open, in overeenstemming met het beleid van het Parlement betreffende toegankelijkheid. Het gros van het aanbod zal in ten minste 24 talen beschikbaar zijn (de officiële talen van de Europese Unie bij de opening). Meertaligheid wordt gezien als een uitdrukking van de culturele diversiteit in Europa en het Huis van de Europese geschiedenis wil dat de meertaligheid van het aanbod door de bezoekers wordt ervaren als een van de belangrijkste pluspunten van de instelling.

## Locatie: het Eastmangebouw

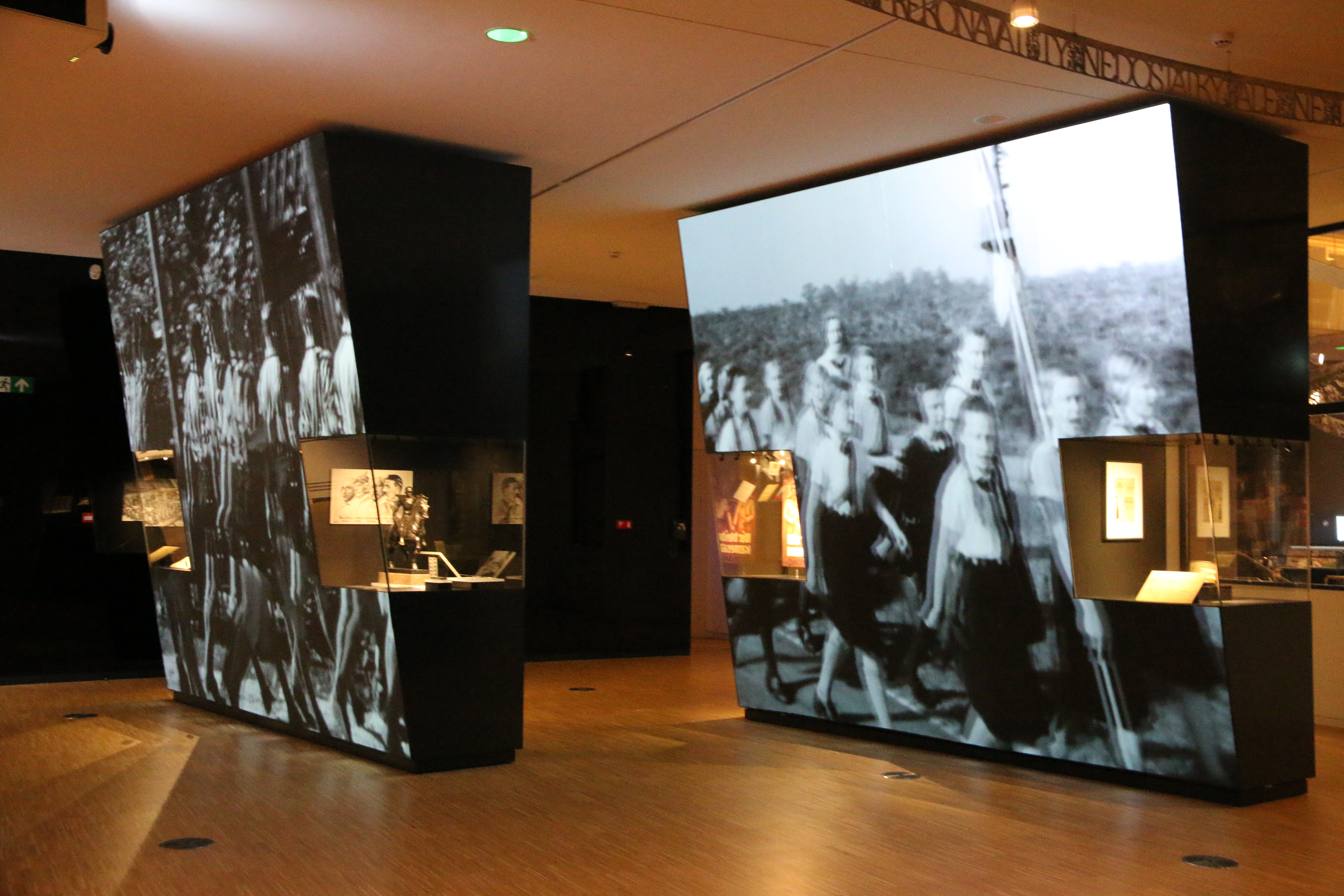
Museumopstelling

Het Eastmangebouw, dat oorspronkelijk werd ontworpen voor een tandheelkundige kliniek, ontleent zijn naam aan de Amerikaanse filantroop en uitvinder van de Kodakcamera George Eastman. Dankzij zijn gulle donaties konden in New York, London, Rome, Parijs, Brussel en Stockholm tandheelkundige centra worden opgericht die gratis tandverzorging boden aan kansarme kinderen.
In 1933 gaf de Eastmanstichting de Zwitserse architect Michel Polak, bekend om zijn art-decostijl en meer in het bijzonder het befaamde Résidence Palace in Brussel, de opdracht het nieuwe gebouw te ontwerpen. Het gebouw, dat in 1935 in gebruik werd genomen, is zowel bouwtechnisch als qua art-deco-elementen interessant. In de voormalige kinderwachtkamer bevindt zich een reeks wandschilderingen van Camille Barthélémy die de fabels van La Fontaine voorstellen.
Het Leopoldpark, met zijn historische gebouwen als het Pasteurinstituut en de Solvaybibliotheek, werd in 1976 op de lijst van beschermde monumenten geplaatst. Die bescherming omvat de voorgevel, maar niet het Eastmangebouw zelf. Nadat de tandheelkundige kliniek haar deuren sloot, werd het gebouw in de jaren 80 omgevormd tot kantoorruimte voor de Europese instellingen.

## Kosten en financiering
De ontwikkelingsfase 2011-2015 kwam in totaal op 56 miljoen euro. 31 miljoen euro voor de renovatie en uitbreiding van het gebouw, 21,4 miljoen euro voor de permanente en de eerste tijdelijke tentoonstellingen (15,4 miljoen voor de inrichting van tentoonstellings- en andere ruimten, 6 miljoen euro voor meertaligheid) en 3,75 miljoen euro voor het uitbreiden van de collectie.
De ontwikkelingskosten werden gedragen door het Europees Parlement, maar de werkingskosten geschat op 11,5 miljoen per jaar, zouden eventueel mede worden gefinancierd door de Commissie, die volgens haar voorzitter bereid is bij te dragen.

## Debat, polemiek en kritiek

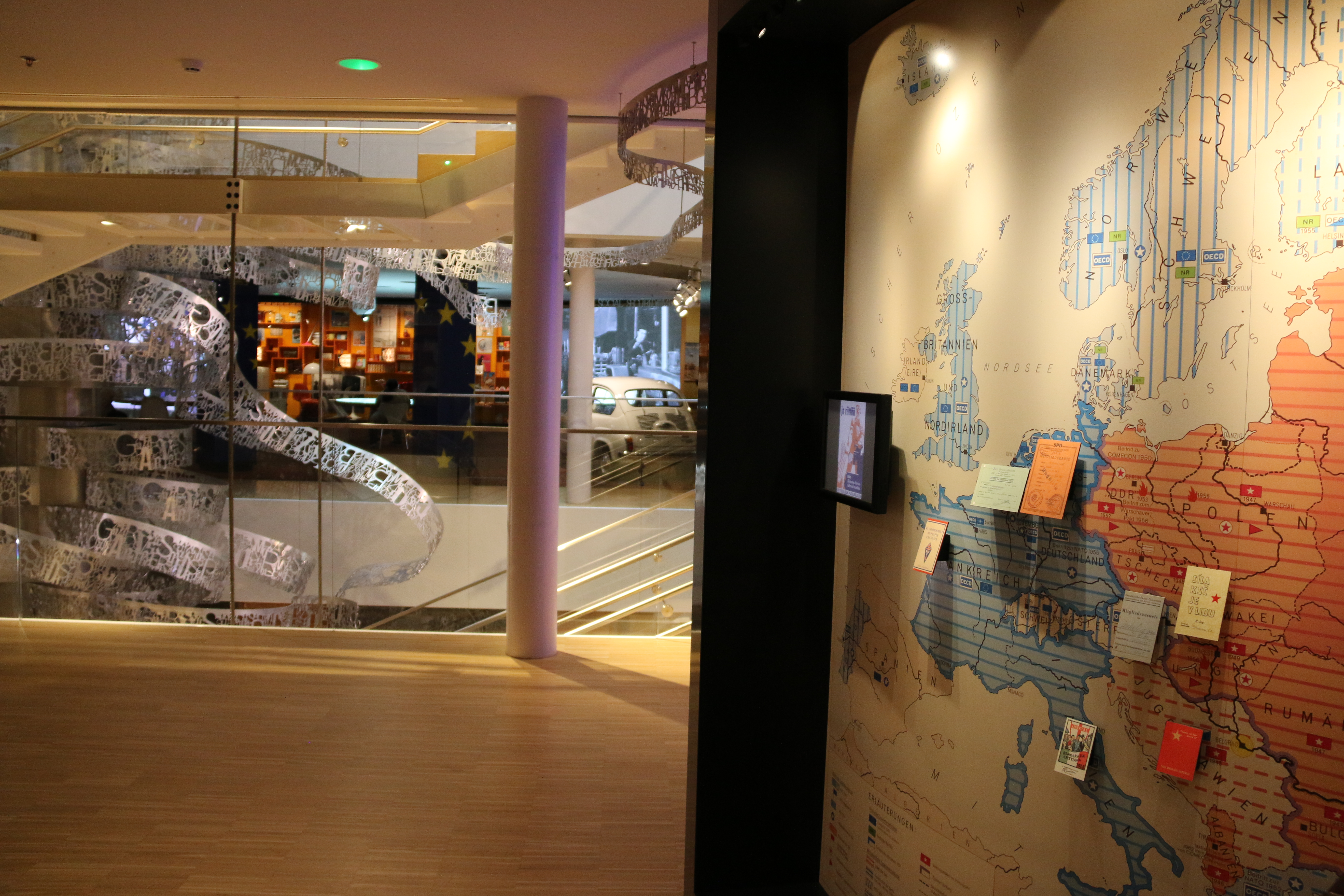
Museumopstelling

Van bij het begin is er discussie geweest over het Huis van de Europese geschiedenis, met name in het Verenigd Koninkrijk. De poging om een enkele insteek te vinden voor de uiteenlopende geschiedenis van 27 lidstaten oogstte kritiek van de Britse denktank Civitas, die verklaarde dat het Huis van de Europese geschiedenis niets anders kan opleveren dan een vertekende paradox, die de geschiedenis van de 27 staten wil schetsen, maar uiteindelijk geen enkele geschiedenis recht doet. Er zijn meningsverschillen over fundamentele aspecten van de geschiedenis, zoals feiten in verband met de Tweede Wereldoorlog of de rol van de Verenigde Staten in het naoorlogse Europa. Daarom hebben sommige EP-leden, waaronder het Poolse lid Adam Bielan, kritiek op het project.
Meer nog dan de inhoud liggen de kosten van het museum onder vuur. Zo wordt de beschuldiging geuit dat de kosten van het project meer dan verdubbeld zijn. Er is veel kritiek op het feit dat dergelijke uitgaven worden gedaan tijdens een periode van recessie. EP- en UKIP-lid Marta Andreasen verklaarde dat het elke verbeelding en logica tart dat de EP-leden in deze tijd van bezuinigingen over de enorme bedragen beschikken om dit uitgesproken narcistische project te financieren.
Ook de bestaansgronden worden bekritiseerd. Zo wordt het museum ook als propagandistisch beschouwd voor de EU. Initiator van het museum, voormalig voorzitter van het Europees Parlement Hans-Gert Pöttering, stelt dat de EU zich met het tentoonstellen van Europese waarden moet verdedigen om afbraak te voorkomen.

## Uitvoering en beheer van het project

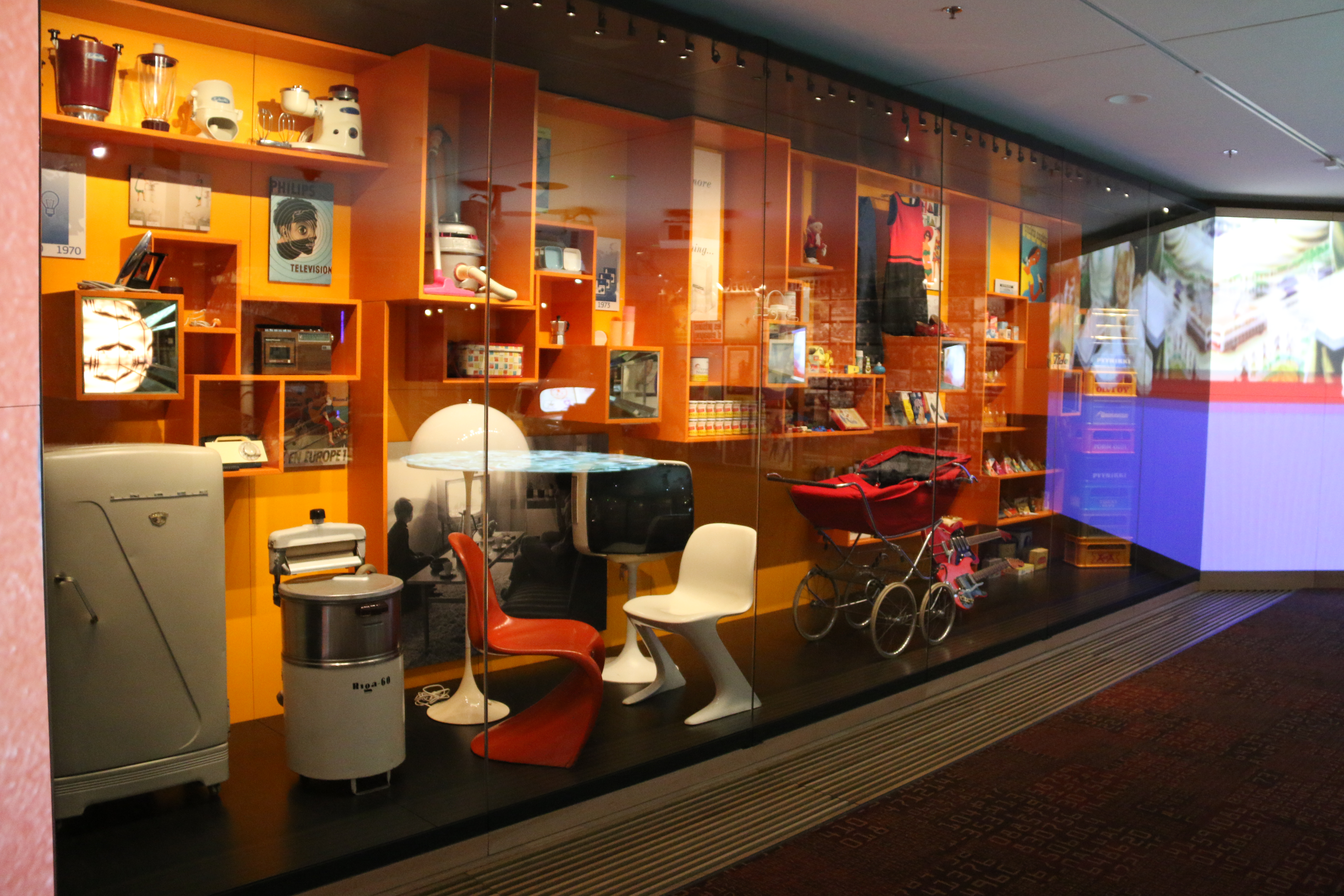
Museumopstelling

Het Huis van de Europese geschiedenis, dat er komt op initiatief van het Europees Parlement, wordt gedragen door verschillende institutionele structuren.
De Raad van bestuur onder voorzitterschap van de voormalige voorzitter van het Europees Parlement Hans-Gert Pöttering is een pluralistisch orgaan dat bestaat uit politici van hoog niveau van de verschillende Europese instellingen en de Brusselse autoriteiten. De grootste politieke strekkingen en belangrijkste organen van het Parlement zijn vertegenwoordigd in de raad, die toezicht houdt op het algemene beheer van het project.
De leden van de Raad van bestuur zijn Hans-Gert Pöttering, Étienne Davignon, Hans-Walter Hütter, Miguel Angel Martínez, Gérard Onesta, Diana Wallis, Marija Gabriel, Rudi Vervoort, Pierluigi Castagnetti, Sabine Verheyen, Johan Van Overtveldt, Domènec Ruiz Deveza en Harald Rømer.
Het Academisch Comité onder voorzitterschap van historicus Oliver Rathkolb en bestaande uit historici en deskundigen van internationaal bekende musea, speelt een toezichthoudende en adviserende rol met betrekking tot historische en museologische aspecten.
De leden van het Academisch Comité zijn Basil Kesrki, John Erik Fossum, Constantin Iordachi, Emmanuelle Loyer, Sharon Macdonald, Daniela Preda, Kaja Širok, Luke van Middelaar, Daniele Wagener, Andreas Wirsching, Matti Klinge, Anita Meinarte, Hélène Miard-Delacroix, Mary Michailidou, Maria Schmidt, Anastasia Filippoupoliti, Louis Godart, Luisa Passerini, Wolfgang Schmale, Dietmar Preißler.